# 経行

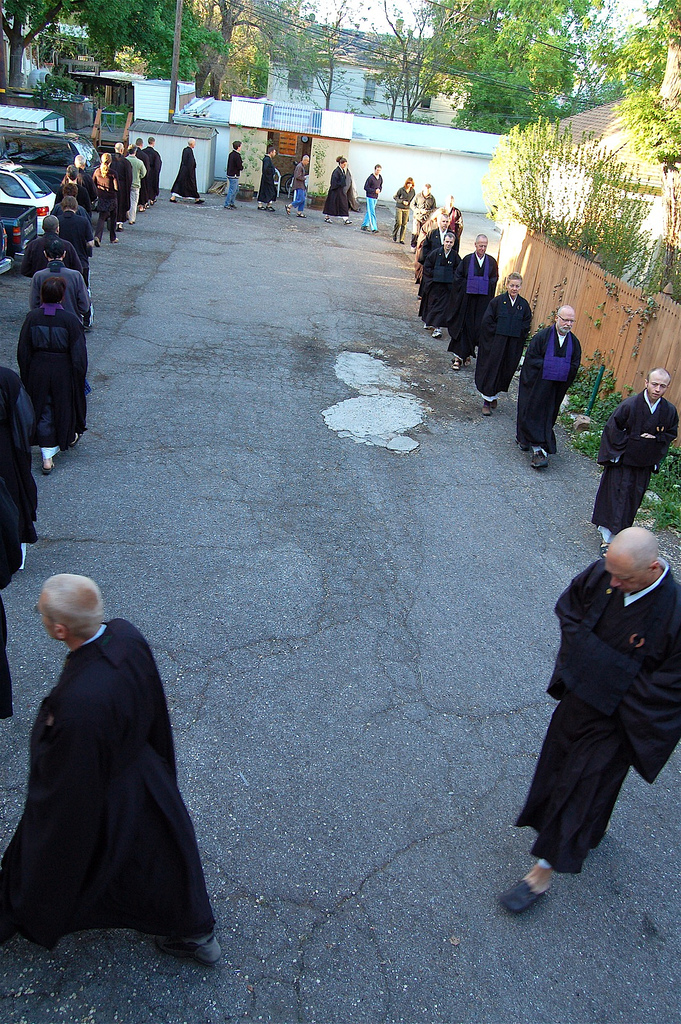
アメリカ観世音禅センターの経行

経行（きんひん、きょうぎょう、Skt：Cankramana、英：Walking Meditation）は、原義では、そぞろ歩きをすること、またはその場所。具体的には、坐禅の間に調整的に行われる立禅や歩行禅などを指す。

## 禅定における経行
長時間の禅定によって生じる、しびれや激痛、睡魔などを緩和するために行われる足ならしをいう。経行の概念は『テーラガーター』などにも記され、中国や日本に伝えられた。
義浄によれば、経行には、病を取り除き、消化を助ける、健康促進の目的もあったとされる。
ただ、経行法は諸清規では確認できないと、江戸時代の僧である面山は指摘した。一方で『黄檗山内清規』には「香了二魚、経行」とあり、香の後に魚鼓二声の合図で経行を行うとし、この黄檗宗で行われていた集団指導の方法が広まった。これに対して面山は『洞上僧堂清規考訂別録』で「明朝ノ禅林ノ弊風」として一斉に行う経行や抽解（坐禅の間の休憩時間）を批判した。『明治校訂洞上行持軌範』でも「坐久フシテ経行セント欲スル者ハ（後略）」となっており、経行は各人の自由に任されていた。鐘（経行鐘）を合図に一斉に坐禅を止めて経行を行う形式は、その頃から後に僧堂や坐禅会で一般化したとされる。
経行は住持の指揮で鐘を合図に一斉に僧堂の左右の両廊に設けた経行場、これがない場合は僧堂の路地で行うのが一般的な方法となっている。

## 坐る瞑想としての経行
歩行瞑想としての経行とは別に、午後の坐る瞑想としての、「飲食経行」（diva-vihāra）の用法も仏典中に見受けられる。

## 高麗王朝での経行
安田純也によると、高麗での経行は、朝廷主催の僧俗合同による、鎮護国家の仏教行進行事へと変化し、1046年より毎年3月に王都で開催されていた。

## 関連文献
- 道元　『寶慶記』
- 面山瑞方　『経行軌』
- 面山瑞方　『経行軌聞解』
- ティク・ナット・ハン　『ウォーキング・メディテーション - 歩く瞑想の本』（仙田典子訳、渓声社、1995年）
- 曹洞宗　『坐禅のすすめ』（曹洞宗宗務庁教化部、2011年）